# انقلاب ۱۹۵۲ مصر
انقلاب ۱۹۵۲ مصر کودتای نظامی گروهی از افسران ارتش مصر در ۲۳ ژوئیه ۱۹۵۲ بود که توسط حرکت افسران آزاد (به عربی؛ ضُبّاط الأحرار) به رهبری محمد نجیب و جمال عبدالناصر انجام شد. در پی این کودتای نظامی ملک فاروق پادشاه مصر از قدرت خلع شده، پسرش ملک فؤاد دوم جانشین او شد. چندی بعد جانشین او نیز خلع شده و نظام پادشاهی مصر با یک حکومت جمهوری جایگزین شد.
این انقلاب با تهدیدهای فوری قدرت‌های امپریالیستی غرب، به ویژه فرانسه و بریتانیا که مصر را از سال ۱۸۸۲ اشغال کرده بود، روبه‌رو شد. هر دو از افزایش احساسات ملی‌گرایانه در سرزمین‌های تحت کنترل خود در سراسر آفریقا و جهان عرب بیم داشتند. وضعیت جنگ در حال انجام با اسرائیل نیز چالشی جدی ایجاد کرد، زیرا افسران آزاد بر حمایت قاطع مصر از فلسطینیان افزودند. این دو مسئله چهار سال پس از انقلاب هنگامی که مصر توسط انگلیس، فرانسه و اسرائیل در بحران سوئز سال ۱۹۵۶ مورد حمله قرار گرفت با هم تلاقی کردند. علی‌رغم تلفات عظیم نظامی، جنگ به عنوان یک پیروزی سیاسی برای مصر تلقی می‌شد، به ویژه اینکه با خروج نیروهای بیگانه، کانال سوئز برای اولین بار از سال ۱۸۷۵ در کنترل بی رقیب مصر قرار گرفت، پاک کردن آنچه که به عنوان نشانه تحقیر ملی دیده می‌شد. این جذابیت انقلاب در سایر کشورهای عربی و آفریقایی را تقویت کرد.
این انقلاب پایان حضور نظامی بریتانیا در مصر را به همراه داشت و موجب استقلال سودان شد که پیش از آن به صورت مستعمره مشترک بریتانیا و مصر اداره می‌شد. حکومت انقلابی مصر سیاست‌هایی ناسیونالیستی و ضدامپریالیستی را در پیش گرفته و به صورت هواخواه جدی ناسیونالیسم عربی و جنبش عدم تعهد درآمد.
این انقلاب هر ساله در ۲۳ ژوئیه گرامی داشته می‌شود.

## دلایل انقلاب
در سال ۱۸۸۲، نیروهای انگلیس در جنگ انگلیس و مصر در مصر مداخله کردند. در سال ۱۸۸۸ در کنوانسیون قسطنطنیه، انگلیس با محافظت از کانال سوئز این حق را پیدا کرد که پایگاه قدرت سلطه در سیاست مصر را به انگلیس بدهد. مصر اگرچه از نظر اسمی هنوز یک خاندان عثمانی بود، به یک کشور تحت حمایت انگلیس تبدیل شد. پس از جنگ جهانی اول، انگلیس یکی از اعضای قابل اعتماد خاندان محمد علی را بر تخت سلطنت قرار داد و مصر را به عنوان یک کشور تحت‌الحمایه اعلام کرد. در طول جنگ جهانی دوم، مصر پایگاه اصلی متفقین برای کارزار آفریقای شمالی بود. پس از جنگ، سیاست انگلیس همچنان بر کنترل کانال سوئز متمرکز بود، که برای تجارت شاهنشاهی حیاتی بود.
با این حال، در طول جنگ جهانی دوم، ملی گرایان مصری در نیروهای مسلح نفوذ پیدا کردند. هر چند شکست مصر در جنگ اعراب و اسرائیل در ۱۹۴۸ منجر به تحقیر ملی گرایان نزد افکار عمومی شد.
جنبش افسران آزاد (یا بعضاً به آن جنبش افسران جوان گفته می‌شود) توسط گروهی از افسران اصلاح طلب تشکیل شد که با حمایت اتحاد جماهیر شوروی و ایالات متحده پیرامون یک افسر جوان به نام جمال عبدالناصر به هم پیوستند. آنها از ژنرال ارتش، محمد نجیب نیز به‌عنوان سرکردهٔ خود برای نشان دادن جدیت و جذب پیروان بیشتر ارتش بهره بردند.
سلطنت مصر با سبک زندگی تجملی خود، برای افسران آزاد که در فقر زندگی می‌کردند هم تحریک آمیز و فاسد و هم طرفدار انگلیس به نظر می‌رسید. سیاستهای این حکومت، تصویری روشن از یک دولت دست نشانده بود. فساد در سازمان‌های پلیس، دربار و حتی احزاب سیاسی در چشم افسران آزاد رو به افزایش بود. در عین حال به نظر می‌رسد احساسات ضد انگلیسی شروع کننده این نارضایتی نبوده‌است. در سندی از سیا مورخ ۲۳ ژوئیه ۱۹۵۲ آمده‌است که نقطه شروع نارضایتی در ارتش به دلیل فساد در فرماندهی جنگ در سال ۱۹۴۸ بوده‌است. یادآوری این نکته نیز مهم است که در این سند به‌طور خاص به رسوایی اسلحه اشاره نشده‌است، با این حال این منطقی‌ترین نظریه است چرا که شکست در جنگ ۱۹۴۸ با اسرائیل منجر به سرزنش افسران آزاد توسط پادشاه و دامن زدن به آن در میان مردم مصر شد. تنش بین ارتش و سلطنت منجر به برکناری و دستگیری فرمانده کل نیروهای مسلح حیدر پاشا، رئیس ستاد حارید پاشا و سایر افسران عالی‌رتبه شد. با این حال، رسوایی به مرور فروکش کرد و پادشاه توانست سرانجام حیدر و حارید را در سمت‌های قبلی خود منصوب کند.

## مقدمات و بروز انقلاب
در زمستان ۱۹۵۱–۱۹۵۲ افسران پلیس ملی‌گرا شروع به محافظت و ترویج حملات فدائیان (مقاومت مصر) به مقامات انگلیسی در قاهره، اسکندریه و کانال سوئز کردند. پس از دفع حمله ویرانگر ویژه حمل و نقل و تأسیسات بریتانیایی در نزدیکی اسماعیلیه که منجر به کشته شدن چندین سرباز انگلیسی شد، سربازان انگلیسی فداییان را در شهر ردیابی کردند. در ۲۵ ژانویه ۱۹۵۲، نیروهای انگلیسی متوجه شدند که فدائیان در پادگان پلیس محلی عقب‌نشینی کرده‌اند. هنگامی که پلیس از تسلیم فداییان امتناع ورزید، افسر انگلیسی سعی در مذاکره در مورد تسلیم پلیس و فداییان داشت. هنگامی که مذاکره کننده آنها توسط فدائیان در پارک کشته شد، نیروهای انگلیسی به پادگان پلیس مصر در اسماعیلیه حمله کردند. پنجاه افسر پلیس مصر کشته و صد نفر زخمی شدند. مصر با خشم فوران کرد.
متعاقباً، سلول‌های جنبش افسران آزاد در قاهره شورش‌هایی را آغاز کردند که منجر به آتش‌سوزی شد. بدون سرکوب نیروهای آتش‌نشانی محلی، این حملات آتش‌سوزی شورش‌های بیشتری را بیشتر القا کرد. روزنامه‌های آمریکایی و شوروی این حادثه را در شبکه‌های جهانی سیم با عنوان «آتش‌سوزی قاهره» تبلیغ کردند و اظهار داشتند که آنها به عنوان مدرک دیگری از آغاز پایان سلطنت دیده می‌شوند.
روز بعد، ۲۶ ژانویه ۱۹۵۲ ("شنبه سیاه")، آنچه بسیاری از مردم مصر آن را «دومین انقلاب» می‌نامند، رخ داد (اولین انقلاب مصر در سال ۱۹۱۹). ملک فاروق دولت مصطفی النحاس را برکنار کرد و در همان روز حکومت نظامی اعلام کرد.
در ماه‌های بعد، به سه سیاستمدار دستور داده شد که دولتهایی را تشکیل دهند، که هر کدام عمر کوتاهی را نشان می‌دهد: علی ماهر (۲۷ ژانویه - ۱ مارس)، احمد نقیب الهلالی (۲ مارس - ۲۹ ژوئن و ۲۲ تا ۲۳ ژوئیه) و حسین سیری (۲ تا ۲۰ ژوئیه). به گفته آنها این «وزارتخانه‌های نجات» نتوانستند روند نزولی کشور را متوقف کنند. با وجود تلاش نخست وزیران پی در پی برای نظم بخشیدن به خانه‌های سیاسی خود، فساد در همه جا وجود داشت.
جنجال نارضایتی در ارتش احساس شد و در ژانویه ۱۹۵۲ افسران مخالف با پشتیبانی افسران آزاد تحت کنترل هیئت مدیره باشگاه افسران درآمدند. در ۱۶ ژوئیه، پادشاه این انتخابات را لغو کرد و به جای آن هواداران خود را منصوب کرد تا دوباره کنترل ارتش را به‌دست‌آورد.
کودتا در ابتدا برای ۵ اوت برنامه‌ریزی شده بود، اما رهبران کودتا پس از ژنرال نجیب - یکی از افسران آزاد و جانشین موقت ژنرال پاشا به عنوان فرمانده و رئیس نیروهای مسلح - برنامه‌های خود را تا شب ۲۲ ژوئیه پیش بردند. در ۱۹ ژوئیه به آن گروه اطلاع داد که فرماندهی عالی ارتش سلطنتی مصر لیستی از نام آنها را در اختیار دارد.
اواخر صبح روز ۲۵ ژوئیه، کاخی که ملک فاروق در آن اقامت کرده بود توسط نیروهای وفادار به افسران آزاد محاصره شد. آن‌ها سعی کردند به آن یورش ببرند اما گارد سودانی وفادار به فاروق حمله را دفع کرد. فاروق که خود یک تیرانداز خبره بود، با اسلحه شکاری خود چهار نفر از مهاجمان را که به محوطه کاخ آمده بودند کشت. پس از چندین ساعت درگیری، سرانجام طرفین آتش‌بس کردند.
ژنرال نجیب در تاریخ ۲۶ ژوئیه خطاب به فاروق اطلاعیه‌ای هشدارآمیز صادر کرد و خلاصه‌ای از دلایل کودتا را ارائه داد:
| « | با توجه به آنچه که اخیراً کشور متحمل شده‌است، خلاء کامل در نتیجه رفتار نادرست شما، بازی با قانون اساسی و بی اعتنایی به خواسته‌های مردم، هیچ‌کس از زندگی، معاش و افتخار مطمئن نیست. شهرت مصر در جهان به دلیل افراط و تفریط شما تنزل یافته‌است تا حدی که خیانتکاران و رشوه خواران، به هزینه مردم گرسنه و فقیر، ثروت بیش از حد جمع کرده و اسراف بسیاری انجام می‌دهند. شما این را در جریان جنگ فلسطین و پس از آن در رسوائی‌های اسلحه و دخالت آشکار خود در دادگاه‌ها به قصد جعل واقعیت پرونده‌ها، آشکار کردید و در نتیجه ایمان به عدالت را متزلزل نموده‌اید؛ بنابراین، ارتش به نمایندگی از قدرت مردم، مرا قادر ساخته که اعلیحضرت را از تخت سلطنت کنار بگذارم و ولیعهد احمد فؤاد را به تخت بنشانم. مشروط بر اینکه این امر در زمان معین ساعت ۱۲ ظهر امروز (شنبه، ۲۶ ژوئیه ۱۹۵۲، چهارم ذوالقعده، ۱۳۷۱) انجام شود و اینکه شما قبل از ساعت ۶ عصر همین روز کشور را ترک کنید. ارتش مسئولیت هر چیزی را که می‌تواند ناشی از عدم استعفا از سلطنت مطابق با خواسته مردم باشد بر دوش اعلیحضرت می‌گذارد. | » |

در این زمان که تانک‌ها و توپخانه‌ها نیز به اطراف کاخ رسید، فاروق موافقت کرد که از سلطنت کناره‌گیری کند. حدود ساعت ۱۲:۳۰ بعد از ظهر، فاروق در حضور قاضی دیوان عالی کشور و عده‌ای دیگر، هنگام امضای سند استعفا به گریه افتاد. حدود ساعت ۵:۳۰ بعدازظهر فاروق از کاخ خارج شد و در اسکله سوار بر قایق سلطنتی ماهروسا (El Mahrousa) مصر را ترک کرد. ماهروسا همان قایق تفریحی بود که اسماعیل اعظم را هنگام خلع ید در سال ۱۸۷۹ به ایتالیا برده بود. فاروق مجبور به کناره‌گیری شد و به موناکو و ایتالیا تبعید شد و تا پایان عمر در آنجا زندگی کرد. او در ۲۹ ژوئیه ۱۹۵۲ به ناپل رسید. بلافاصله پس از کناره‌گیری وی، فرزند پسر فاروق، احمد فؤاد، به عنوان پادشاه فؤاد دوم اعلام شد اما در واقع مصر اکنون توسط نجیب، ناصر و افسران آزاد اداره می‌شد. سرانجام در ۱۸ ژوئن ۱۹۵۳ دولت انقلابی به‌طور رسمی سلطنت را لغو کرد و به ۱۵۰ سال حکومت خاندان محمدعلی پایان داد و در مصر جمهوری اعلام شد.